# Rabastens-de-Bigorre

Rabastens-de-Bigorre este o comună în departamentul Hautes-Pyrénées din sudul Franței. În 2009 avea o populație de 1.441 de locuitori.

## Evoluția populației
| An        | 1975  | 1982  | 1990  | 1999  | 2006  | 2009  |
| --------- | ----- | ----- | ----- | ----- | ----- | ----- |
| Populație | 1.082 | 1.299 | 1.284 | 1.336 | 1.398 | 1.441 |